# 卡沙干油田
卡沙干油田是裏海北部的大型離岸油田，距離阿特勞約80公里處大約3至4公尺深的海域，石油與天然氣儲存在深度達4200公尺的地殼中，開發項目包括卡沙干(Kashagan)、凱蘭(Kairan)和阿克托蒂(Aktoty)油田，總儲量約為90~130億桶原油。
油田由北方裏海公司開發與運營，1997年由哈薩克斯坦國家石油天然氣公司(16,88%)、埃尼(16,81%)、殼牌(16,81%)、埃克森美孚(16,81%)、道達爾能源(16.81%)、中石油(8,33%)與INPEX(7,56%)組成的合資公司。

## 儲量與產量
卡沙干油田是儲量90~130億桶原油的大型離岸油田，2000年發現石油，2013年9月開始開採，2016年11月實現商業化開採，截至2025年7月共累計生產10億桶原油。與田吉茲油田一樣，開採原油伴隨硫化氫與二氧化碳等酸性氣體，因此需要進行額外的處理並產生硫化物副產品。